# Conchylia actena
Conchylia actena là một loài bướm đêm trong họ Geometridae.